# Trzeci rząd Kai Kallas
Trzeci rząd Kai Kallas – rząd Republiki Estońskiej funkcjonujący od 17 kwietnia 2023 do 23 lipca 2024. Zastąpił drugi gabinet dotychczasowej premier.
Rząd powstał po wyborach parlamentarnych z marca 2023. Zwyciężyła w nich Estońska Partia Reform (RE), która zwiększyła swoje poparcie i reprezentację w Zgromadzeniu Państwowym. Zwycięska partia urzędującej premier zawarła tym razem koalicję z Partią Socjaldemokratyczną (SDE) oraz liberalnym ugrupowanie Estonia 200. 12 kwietnia 2023 Riigikogu zatwierdziło Kaję Kallas na funkcji premiera. Członkowie jej trzeciego gabinetu zostali powołani przez prezydenta i następnie zaprzysiężeni 17 kwietnia tego samego roku, tym samym nowy rząd rozpoczął urzędowanie.
W czerwcu 2024 Rada Europejska uzgodniła nominację Kai Kallas na stanowisko wysokiego przedstawiciela Unii do spraw zagranicznych i polityki bezpieczeństwa. W związku z tą decyzją 15 lipca 2024 premier złożyła na ręce prezydenta Alara Karisa dymisję kierowanego przez siebie rządu. Rząd zakończył urzędowanie 23 lipca tegoż roku, gdy został zaprzysiężony nowy gabinet kierowany przez Kristena Michala.

## Skład rządu
| Imię i nazwisko | Funkcja                                                   | Partia | Partia                     | Okres urzędowania | Okres urzędowania |
| Imię i nazwisko | Funkcja                                                   | Partia | Partia                     | Od                | Do                |
| --------------- | --------------------------------------------------------- | ------ | -------------------------- | ----------------- | ----------------- |
| Kaja Kallas     | premier                                                   |        | Estońska Partia Reform     | 17 kwietnia 2023  | 23 lipca 2024     |
| Signe Riisalo   | minister ochrony socjalnej                                |        | Estońska Partia Reform     | 17 kwietnia 2023  | 23 lipca 2024     |
| Hanno Pevkur    | minister obrony                                           |        | Estońska Partia Reform     | 17 kwietnia 2023  | 23 lipca 2024     |
| Kalle Laanet    | minister sprawiedliwości                                  |        | Estońska Partia Reform     | 17 kwietnia 2023  | 1 kwietnia 2024   |
| Madis Timpson   | minister sprawiedliwości                                  |        | Estońska Partia Reform     | 1 kwietnia 2024   | 23 lipca 2024     |
| Mart Võrklaev   | minister finansów                                         |        | Estońska Partia Reform     | 17 kwietnia 2023  | 23 lipca 2024     |
| Heidy Purga     | minister kultury                                          |        | Estońska Partia Reform     | 17 kwietnia 2023  | 23 lipca 2024     |
| Kristen Michal  | minister klimatu                                          |        | Estońska Partia Reform     | 17 kwietnia 2023  | 23 lipca 2024     |
| Margus Tsahkna  | minister spraw zagranicznych                              |        | Estonia 200                | 17 kwietnia 2023  | 23 lipca 2024     |
| Tiit Riisalo    | minister spraw gospodarczych i technologii informacyjnych |        | Estonia 200                | 17 kwietnia 2023  | 23 lipca 2024     |
| Kristina Kallas | minister edukacji i badań                                 |        | Estonia 200                | 17 kwietnia 2023  | 23 lipca 2024     |
| Madis Kallas    | minister spraw regionalnych                               |        | Partia Socjaldemokratyczna | 17 kwietnia 2023  | 16 kwietnia 2024  |
| Piret Hartman   | minister spraw regionalnych                               |        | Partia Socjaldemokratyczna | 29 kwietnia 2024  | 23 lipca 2024     |
| Riina Sikkut    | minister zdrowia                                          |        | Partia Socjaldemokratyczna | 17 kwietnia 2023  | 23 lipca 2024     |
| Lauri Läänemets | minister spraw wewnętrznych                               |        | Partia Socjaldemokratyczna | 17 kwietnia 2023  | 23 lipca 2024     |